# Tillandsia 'Purple Passion'
Tillandsia 'Purple Passion' es un  cultivar híbrido del género Tillandsia perteneciente a la familia  Bromeliaceae.
Es un híbrido creado  con las especies Tillandsia seleriana × Tillandsia tricolor.